# Munkácsi járás (1946–2020)
A Munkácsi járás egykori közigazgatási egység Ukrajna Kárpátontúli területén 1946–2020 között. Kárpátalja nyugati részén helyezkedett el; nyugatról az Ungvári, délről a Beregszászi, keletről az Ilosvai, északról a Szolyvai és a Perecsenyi járással volt határos.
A 2020. júliusi ukrajnai közigazgatási reform során kibővítették, így jött létre az új Munkácsi járás.

## Történelem
Munkács és környéke több fontos ókori lelet forrása (Kárpátalja területén itt került elő a legtöbb ilyenkorú lelet). A környék a honfoglalás idejében két fontos vár (Ungvár és Borsova) közé ékelődve sokirányú csapásnak volt kitéve (északról a Kijevi Rusz, délről a Magyar Királyság kívánta magáénak). Jelentősebb települések valószínűleg 1241-ig nem alakultak ki itt.
A tatárjárást követően kezdődött a terület benépesítése magyar és külföldi hospesekkel. Ebben az időszakban vándorolt Munkács környékére jelentős számú ruszin nemzetiségű is. Ezt követően Munkács Bereg vármegye másodrangú településeként létezett, a környék is csak közepes mértékben fejlődött. A területen zajlottak a Rákóczi-szabadságharc utolsó hadi lépései is, amely hatására a lakosság ismét megtizedelődött.
A szatmári békekötést (1711) követően a volt Rákóczi-birtok a király kezére szállt, aki azt Lothar Franz von Schönborn mainzi érseknek és választófejedelemnek adta tovább. Lothar Franz halála után a birtokot unokaöccse, Friedrich Karl von Schönborn-Buchheim örökölte. Ezt követően Munkács és környékén fejlődésnek indult a kézműipar, melyek közül kiemelkedő egy kohászati üzem.
Az 1848–49-es szabadságharc egyik fontos központja ismét Munkács volt, így ekkor is jelentős számú népességcsökkenés jellemezte a vidéket.
Az 1920-ban Csehszlovákia részévé vált terület 1939-ben ismét a Magyar Királysághoz került, amíg 1944-ben a Vörös Hadsereg meg nem szállta. Az 1946-ban létrehozott közigazgatási egység gazdasági életében nagy jelentőséggel bírt a Barátság kőolajvezeték megépítése.
A környék mind a Szovjetunióban, mind az 1991-től független Ukrajnában közvetítőkapocs a kárpátaljai, illetve a Kárpátokon túli kereskedelem közt.

## Gazdaság
A  járás Kárpátalja egyik gazdaságilag jelentős területe. Az itt működő számos kis- és középvállalkozás elsősorban az építőiparban, a szállítás és a mezőgazdaság területén tevékenykedik.
A térség infrastruktúrája jónak mondható. Itt halad el a Csap–Lviv vasúti fővonal, az Ungvár–Kijev autóút, illetve a Barátság kőolajvezeték is.

## Népesség
Lakóinak nagy részét (84%) az ukránok teszik ki. A kerület déli részén, illetve Munkácson azonban számottevő magyar kisebbség (12%) is él. Kárpátalja német kisebbsége három itteni faluban: Alsóschönborn, Felsőkerepec és Pósaháza településeken él.

## Települések

### Megyei alárendeltségű város
- Munkács (Мукачево)

### Városi jellegű települések
- Kölcsény (Кольчино)
- Szentmiklós (Чинадійово)

### Községek
| - Alsókerepec (Нижні Коропец) - Alsóschönborn (Шенборн) - Bárdháza (Барбово) - Beregfogaras (Зубівка) - Beregkisalmás (Залужя) - Beregleányfalva (Лалово) - Beregnagyalmás (Яблунів) - Beregrákos (Ракошіно) - Beregsárrét (Кальник) - Beregszőlős (Лохово) - Borhalom (Бобовіще) - Csongor (Чомонин) - Dávidfalva (Звидово) | - Dercen (Дерцен) - Dunkófalva (Обава) - Felsőkerepec (Веркний Коропец) - Felsőviznice (Верхня Визниця) - Fornos (Форнош) - Gorond (Горонда) - Ignéc (Зняцьово) - Iványi (Іванівці) - Izsnyéte (Жнятино) - Lóka (Лавки) - Makarja (Макарьово) - Mezőterebes (Страбичово) | - Nagylucska (Великі Лучки) - Nagymogyorós (Копинівці) - Ormód (Брестів) - Pisztraháza (Пістрялово) - Pósaháza (Павшіно) - Repede (Бистриця) - Szánfalva (Станово) - Szarvasrét (Пузняківці) - Szernye (Серне) - Újdávidháza (Нове Давидково) - Várkulcsa (Ключарки) - Zsukó (Жуково) |